# Petromyscus shortridgei
Petromyscus shortridgei är en däggdjursart som beskrevs av Thomas 1926. Petromyscus shortridgei ingår i släktet afrikanska klippmöss, och familjen Nesomyidae. IUCN kategoriserar arten globalt som livskraftig. Inga underarter finns listade i Catalogue of Life.
Denna gnagare når en kroppslängd (huvud och bål) av 65 till 98 mm, en svanslängd av 74 till 104 mm och en vikt av 12 till 31 g. Den har 15 till 20 mm långa bakfötter och 13 till 18 mm långa öron. Pälsen på ovansidan bildas främst av hår som är mörkgrå med brun spets vad som ger en mörkbrun färg. Enstaka hår är svartbruna. På undersidan förekommer ljusgrå päls. På fötternas ovansida är pälsen mera vitaktig. Ungar individer är mera grå än vuxna djur. Även svansen är uppdelad i en mörkbrun ovansida och en krämfärgad undersida. På svansen finns korta styva hår. Honor har fyra spenar.
Arten förekommer i norra Namibia och södra Angola. Den lever i kulliga områden och i bergstrakter mellan 100 och 1500 meter över havet. Habitatet utgörs av klippiga halvöknar med glest fördelade buskar.
Individerna är aktiva på natten och lever främst ensam. De äter frön och insekter som kompletteras med blad och stjälkar. Upphittade honor var dräktiga med två till fyra ungar.